# Acritodes inexspectatus
Acritodes inexspectatus är en skalbaggsart som först beskrevs av Thérond 1959.  Acritodes inexspectatus ingår i släktet Acritodes och familjen stumpbaggar. Inga underarter finns listade i Catalogue of Life.